# Mertolenga
La mertolenga est une race bovine autochtone du Portugal.

## Origine

### Géographique
Cette race provient de Mértola dont est tiré son nom dans la région de l'Alentejo. 

### Historique
Elle ressemble à l'alentejana et comme elle, appartient au rameau rouge. Elle serait une sous-race de l'alentejana, distinguée par ses propres caractères depuis plus d'un siècle. Bernardo Lima, en 1873, la décrit comme une petite alentejana et Paula Nogueira, en 1987, la considère comme une race de transition entre l'alentejana et la retinta espagnole ; une étude ultérieure considère que des éleveurs portugais ont fait traverser le Guadiana à des bovins espagnols. Le résultat de ce métissage a donné une race très bien adaptée aux conditions climatiques de l'est de l'Alentejo. L'évolution des effectifs traduit une baisse durant les quinze dernières années du XXe siècle, passant de 20 000 à 6 000 animaux en 1999 et une spectaculaire remontée avec près de 60 000 bovins en 2013. Un programme de conservation existe, mais l'insémination artificielle n'est plus utilisée. Le registre généalogique, herd-book, date de 1979. 

## Morphologie

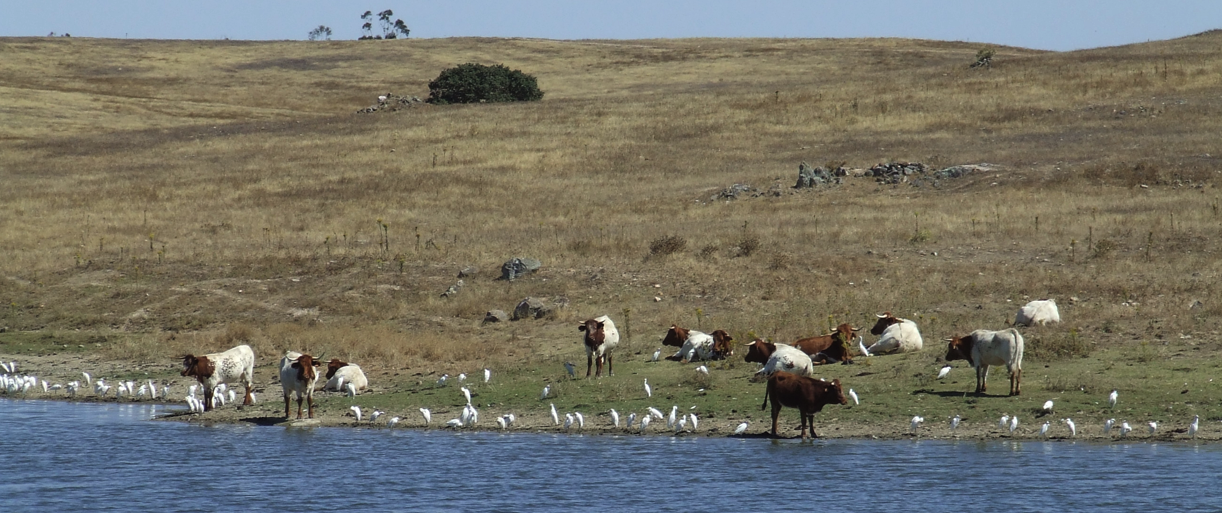
Troupeau présentant des exemplaires de tous les groupes de couleur.

Trois robes coexistent dans la race en mélange. Un groupe, nommé vermelho, présente des animaux de couleur rouge acajou uni. Un autre, malhado est pie rouge et le troisième, rosilho, blanc moucheté de rouge. Ils représentent respectivement 36 %, 17 % et 47 % de la population. Dans les trois groupes, les pattes sont rouges.
Les muqueuses sont claires ou rouge clair. Les animaux présentant des taches noires ou muqueuses sombres ne sont pas admis dans le registre généalogique de la race. La tête est allongée et rectiligne à légèrement convexe. Les yeux sont allongés et les cornes longues en lyre haute chez la vache et tournées vers l'avant chez le mâle. Elle est de taille moyenne : 120 cm pour 500 kg chez la vache et 130 cm pour 900 kg chez le taureau. 

## Aptitudes

### traction animale
Le passé d'animal de travail a forgé sa place dans l'élevage bovin portugais. C'est la seule race apte au travail dans les rizières des vallées du Sado et Sorraia (pt), où alentejana et mirandesa sont mal adaptées. La mertolenga est capable de résister à des périodes de sécheresse et de travailler dans l'eau. 

### Élevage
L'élevage extensif se fait en plein air intégral avec des troupeaux de 80 vaches de taille moyenne, mais pouvant atteindre 600 individus. Les animaux se débrouillent pour trouver leur nourriture dans une région où les précipitations sont faibles. Les éleveurs peuvent complémenter avec du foin ou des céréales en périodes de disette. La monte est naturelle et le vêlage se produit sans aide. Les veaux sont sevrés vers 6-8 mois,. 
Les qualités de mère et leur rusticité font merveille en métissage avec des taureaux de race bouchères performantes, charolaise, limousine. La facilité" de vêlage est conservée et le gain de poids des veaux au sevrage est de 25 % et 15 % avec les races citées. La mertolenga est aussi utilisée dans les spectacles de tauromachie pour guider les animaux plus farouches lors des déplacements.

### Viande
La viande de mertolenga bénéficie d'une appellation d'origine protégée depuis 1994. Elle est régie par l'« Agrupamento de criadores de bovinos mertolengos », ACBM. (groupement des éleveurs de bovins mertolenga) Les produits sont commercialisés sous la marque « Carne mertolenga DOP ».
Une étude sur un panel de consommateurs a révélé des qualités particulières de saveur, jutosité et tendreté. Le marbré a été jugé équivalent à celui de la viande de la race barrosã, élevée dans un environnement plus favorable. Ces qualités sont issues du patrimoine génétique de la race, du système agro-pastoral particulier et de l'adéquation entre cet environnement et la race.

## Sources